# I·B·C농업발전연구소
I·B·C농업발전연구소는 농업의 6차 산업화를 위해 교육·연구용역, 경영컨설팅 및 친환경인증 등을 보급함으로써 농업의 경쟁력을 키우고 나아가 미래 한국농업발전에 기여할 목적으로 2011년 9월 15일 설립·허가된 대한민국 농림축산식품부 소관의 사단법인이다. 사무실은 전라남도 화순군 능주면 원지리 371-11번지에 있다.

## 주요 사업
- 농식품산업, 한방산업, 산림자원 등을 활용한 교육·연구용역, 컨설팅
- 농가소득을 위한 농업인 토론회, 세미나 및 심포지엄 개최
- 친환경, GAP농산물 인증분야 지원 및 연구
- 연구보고서, 기술정보지 및 기타 도서의 발간
- 전문교육, 훈련 및 각종 홍보활동
- 회원 친선교류 및 기타 필요하다고 인정하는 사업